# 五號新吉利厄德鎮區 (北卡羅萊納州卡貝勒斯縣)
五號新吉利厄德鎮區（英語：Township 5, New Gilead）是位於美國北卡羅萊納州卡貝勒斯縣的一個鎮區。

## 地方資料
五號新吉利厄德鎮區的面積為61.38平方千米，皆為陸地。根據2020年美國人口普查的數據，當地共有人口3879人，而人口密度為每平方千米63.2人。